# Paul Sills
Paul Sills est un metteur en scène, professeur d'improvisation théâtrale et directeur du théâtre The Second City de Chicago américain, né le 18 novembre 1927 à Chicago dans l'Illinois et décédé le 2 juin 2008 à Baileys Harbor dans le Wisconsin.

## Biographie

### Jeunesse et débuts
Paul Sills est né Paul Silverberg à Chicago en Illinois en novembre 1927, dans une famille pratiquant les enseignements du judaïsme moderne. Sa mère est la professeure et écrivaine Viola Spolin, qui a écrit le premier ouvrage sur les techniques de l'improvisation théâtrale, Improvisation for the Theater. Viola Spolin était elle-même l'élève de la théoricienne de la thérapie par le jeu, Neva Boyd.
En 1948, Paul Sills intègre l'université de Chicago, où il s'impose comme metteur en scène, cofondant le Playwright's Theatre Club. À cette époque, avec d'autres acteurs comme Edward Asner, Byrne Piven et Zohra Lampert, ils mélangent les techniques d'improvisation de Viola Spolin avec une formation de théâtre classique.
En 1955, Paul Sills et David Shepherd fondent les Compass Players, la première troupe d'improvisation théâtre aux États-Unis, où ils dirigent Shelley Berman, Mike Nichols et Elaine May. En 1959, Paul Sills et ses partenaires Howard Alk et Bernie Sahlins, ouvrent un théâtre à Chicago, intitulé The Second City, où sont présentées des pièces développées de manière improvisées sous la direction de Paul Sills. Le succès de quelques-uns de ses premiers membres réguliers, comme Alan Arkin, Barbara Harris, Severn Darden, Mina Kolb et Paul Send, leur permettent d'obtenir le reconnaissance de New York, Londres ou du monde entier.

### Carrière
Paul Sills quitte The Second City en 1965 pour former le Game Theater, où il enseigne les techniques d'improvisation de sa mère, Viola Spolin. Sa mère et d'autres amis de la communauté étaient partenaires. Il y cofonde la Parents School avec sa femme Carol Bleackley Sills, avec un programme pour les enfants, basé sur des formes d'art de groupe et des jeux. Le programme fonctionne pendant près de deux décennies. Au Game Theater, il crée également une nouvelle forme de spectacle, qu'il nomme Story Theatre, qui fait ses débuts au début de l'été 1968, au 1848 North Wells Street. Ce bâtiment était l'emplacement d'origine de Second City, qui avait déjà déménagé vers son emplacement actuel, le 1616 North Wells Street, avant sa démolition. Story Theatre continue à être jouée au Yale Repertory Theatre, à Los Angeles et à Broadway, restant le spectacle que Paul Sills a exploré tout le reste de sa vie. Son livre Paul Sill's Sorty Theatre: Four Shows, retraçant toute son histoire.

### Vie privée
Les trois femmes de Paul Sills sont Dorothea May Strauss Horton, Barbara Harris entre 1955 et 1958 et Carol Bleackley Sills, jusqu'en 2008. Il meurt le 2 juin 2008 chez lui à Baileys Harbor au Wisconsin, des suites d'une pneumonie. En 2011, il est introduit de façon posthume au American Theater Hall of Fame.

## Filmographie

### Scénariste
- 1969 : NET Playhouse (en) (1 épisode)
- 1971 : Story Theatre (1 épisode)

### Réalisateur
- 1969 : NET Playhouse (en) (1 épisode)
- 1982 : Laverne et Shirley (1 épisode)

### Acteur
- 1977 : The Practice : Donnell et Associés : Stephanie (1 épisode)
- 1988 : Une autre femme : un invité de la fête d'anniversaire

### Ouvrages
- (en) Janet Coleman, The Compass, Knopf, 1990 (ISBN 9780394525457).